# تسييج (دواجن)

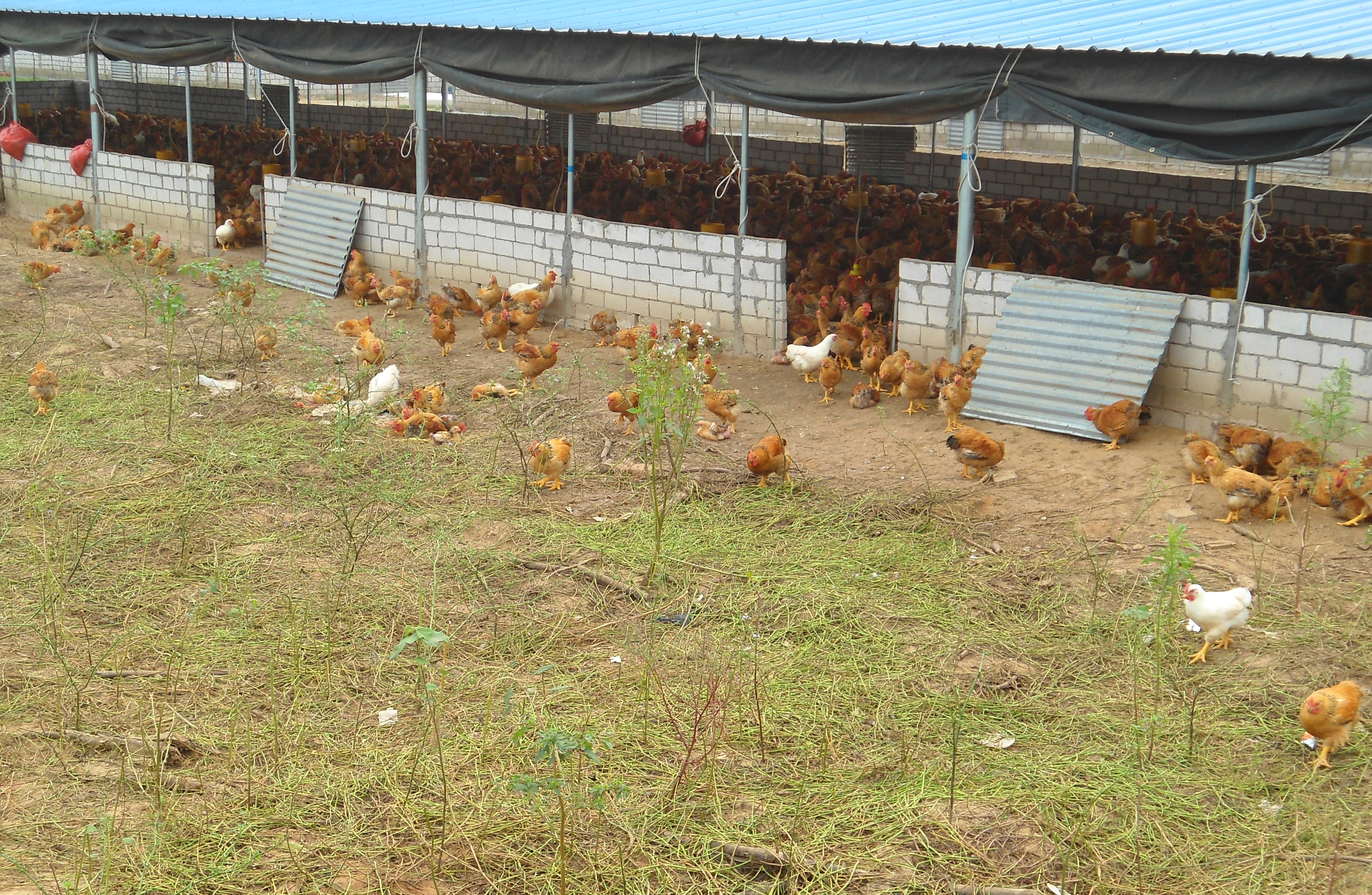
تُترك الأبواب مفتوحة للدواجن خلال النهار لاختيار ما اذا كانت تريد البقاء في الفناء أو في الحظيرة. توجد تلك المزرعة الصغيرة في جزيرة هاينان بالصين.

إن التسييج في تربية الدواجن يعني تزويدها بفناء مُسيج علاوةً علي الحظيرة. يعَد السياج المتحرك شكل من أشكال إدارة الرعي المكثف.
يُخلط غالبًا بين التسييج والنطاق الحر، ولكن الفرق بينهما هو أن النطاق الحر إما أن يكون بلا أسوار تمامًا أو أن يكون مزودًا بأسوار نائيةً مما لا يجعلها تؤثر كثيرًا علي حرية حركة الدواجن.

## ممارسته عبر التاريخ
قبل اكتشاف فيتامين أ وفيتامين د في العشرينات، كانت الخضرة وضوء الشمس عاملان أساسيان للحفاظ علي صحة الدواجن. وكان تعرض الجسم لأشعة الشمس يصنع فيتامين د «كما هو حال عند تعرض جسم الإنسان لأشعة الشمس»، بينما كان يتم الحصول علي فيتامين أ من المواد العلفية ذات أصل نباتي مثل الحشائش. ومن الناحية الاقتصادية، فإن المساحات الصغيرة بما يكفي لتكون مسيجة، كانت  سرعان ما تجرد من العلف الأخضر المستساغ وتصبح جرداء مما كان ينتج عنه تراكم السماد والطفيليات ومسببات أمراض آخري.
وبهذا، كانت تقنية النطاق الحر هي التقنية الأكثر شيوعًا قديمًا. وكانت معظم المزارع تمتلك فقط حوش صغير للقطيع، أما إذا كان القطيع كبيرًا، فكان يُحفظ في منازلٍ صغيرة يتم بناؤها علي زلاجات ويتم نقله بشكلٍ دوري إلي أرض جديدة. وتعد تلك الطريقة ممثالة للطريقة الحديثة في تربية الدواجن.
قدر خبراء اليوم أن المستوي المستدام سيكون حوالى 50 دجاجة لكل فدان، ومائة دجاجة لكل فدان كحد أقصي إذا تم اتخاذ العناية الخاصة. تعد تلك المستويات مستدامة بمعني أن العشب يمكن أن يستفيد من العناصر الغذائية المتوفرة في السماد والذي يتركه الدجاج، وكذلك بمعني أن الدجاج لن يتمكن من تدمير العشب بالكامل عن طريق الخدش مع هذه الكثافة في التخزين.
وفي الأوريغون، ذات التربة الطينية، تبين أن المخلفات اليومية ل200 دجاجة بالفدان الواحد «أي 20 متر مربع لكل دجاجة»، جعلت التربة غنية جدًا لنمو محاصيل الحبوب، فكان يتم زراعة الأرض مرة كل عامين. وكان يتم نقل مخلفات الليل إلي أرضٍ آخري؛ لأنه من الأفضل ألا تحتوي التربة علي الكثير من السماد عند تربية الدجاج، ومن المؤكد أن يتبين ذلك عاجلًا أم آجلًا. فاحتواء التربة علي نسبة كبيرة من السماد لا يتسبب في تلف محاصيل الحبوب فحسب، بل في تلف منتجات الدواجن أيضًا.
ومن أجل وضع نظام دائم تحت ظروف مقبولة للتربة وللمناخ، يتم اقتراح النقاط التالية للنظر فيها:
-        اقامة نظام صرف دقيق، عند الضرورة، لحمل فائض المياة.
-        الحد الأقصي لعدد للجاج لكل فدان هو 100 دجاجة «أي 40 متر مربع للدجاجة الواحدة».
-        التخلص من مخلفات الدواجن ليلًا بنقلها إلي أرض آخري.
-        إبقاء الأرض خالية من الدجاج لمدة ستة أشهر في السنة على الأقل.
-        زراعة المحاصيل التي ستستهلك الحد الأقصى من السماد.
-        تقسيم الأرض إلي قسمين أو إلي ساحتين على الأقل وزراعة محصول على كل ساحة على الأقل مرة كل سنتين، ويمكن زيادة عدد الدجاج في الأقسام التي يمكن زراعتها سنويًا.

## وصلات خارجية
- جمعية الدواجن الأمريكية